# 岡本英樹
岡本 英樹（おかもと ひでき）は、日本のアニメーション演出家、アニメーション監督。奈良県奈良市出身。

## 来歴
サンライズの『機動新世紀ガンダムX』第26話「何も喋るな」で初の演出を飾る。その後はフリーになり、瀬田 用賀の名義で『D.C.S.S. 〜ダ・カーポ セカンドシーズン〜』などの演出も担当している。軍事（特に旧海軍や海上自衛隊、ポーランド軍）に関して造詣が深く、アニメ『ジパング』の設定考証も担当している。

## 作品リスト

### テレビアニメ
1992年
- 元気爆発ガンバルガー（1992年 - 1993年、制作進行）

1993年
- 熱血最強ゴウザウラー（1993年 - 1994年、制作進行）

1994年
- 機動武闘伝Gガンダム（1994年 - 1995年、制作進行）

1995年
- 新機動戦記ガンダムW（1995年 - 1996年、制作進行・演出助手）

1996年
- 機動新世紀ガンダムX（演出助手・演出）

1997年
- 烈火の炎（1997年 - 1998年、絵コンテ・演出）
- MAZE☆爆熱時空（演出）

1998年
- 超魔神英雄伝ワタル（演出）
- センチメンタルジャーニー（演出）
- 彼氏彼女の事情（1998年 - 1999年、絵コンテ・演出）
- ガサラキ（1998年 - 1999年、演出）

1999年
- それゆけ!宇宙戦艦ヤマモト・ヨーコ（演出）
- イケてる2人（絵コンテ）
- 神八剣伝（絵コンテ）
- THE ビッグオー（絵コンテ・演出）
- セラフィムコール（演出）
- 魔術士オーフェン Revenge（ - 2000年、演出）

2000年
- 闇の末裔（絵コンテ・演出）
- だぁ!だぁ!だぁ!（2000年 - 2002年、演出）
- 機巧奇傳ヒヲウ戦記（2000年 - 2001年、演出）

2001年
- 機動天使エンジェリックレイヤー（演出）
- あぃまぃみぃ!ストロベリー・エッグ（絵コンテ・演出）
- Z.O.E Dolores, i（演出）

2002年
- 藍より青し（演出）

2003年
- 魔法遣いに大切なこと（演出）
- ななか6/17（絵コンテ・演出）
- デ・ジ・キャラットにょ（2003年 - 2004年、絵コンテ・演出）
- ヤミと帽子と本の旅人（演出）

2004年
- 北へ。〜Diamond Dust Drops〜（演出）
- ギャラクシーエンジェルX（絵コンテ）
- スウィート・ヴァレリアン（絵コンテ・演出）
- ジパング（2004年 - 2005年、設定考証・演出）

2005年
- D.C.S.S. 〜ダ・カーポ セカンドシーズン〜（絵コンテ・演出）
- はっぴぃセブン〜ざ・テレビまんが（絵コンテ）
- あまえないでよっ!!（演出）

2006年
- Canvas2 〜虹色のスケッチ〜（絵コンテ）
- かしまし 〜ガール・ミーツ・ガール〜（絵コンテ）
- 吉永さん家のガーゴイル（絵コンテ）
- BLACK LAGOON The Second Barrage（演出）

2007年
- Venus Versus Virus（絵コンテ）
- レ・ミゼラブル 少女コゼット（絵コンテ）
- ながされて藍蘭島（監督）
- D.C.II 〜ダ・カーポII〜（監督）

2008年
- D.C.II S.S. 〜ダ・カーポII セカンドシーズン〜（監督）

2009年
- 07-GHOST（絵コンテ）
- ファイト一発! 充電ちゃん!!（絵コンテ・演出）
- GA 芸術科アートデザインクラス（絵コンテ・演出）

2010年
- 会長はメイド様!（絵コンテ）

2011年
- 戦国乙女〜桃色パラドックス〜（監督）

2012年
- アマガミSS+ plus（OP絵コンテ・演出）
- あっちこっち（絵コンテ）
- えびてん 公立海老栖川高校天悶部（監督）

2013年
- 僕は友達が少ないNEXT（レイアウトコンストラクター）
- ジュエルペット ハッピネス（絵コンテ）

2014年
- いなり、こんこん、恋いろは。（助監督）
- デート・ア・ライブII（演出補佐）
- 精霊使いの剣舞（絵コンテ）

2015年
- ハイスクールD×D BorN（助監督）

2016年
- 蒼の彼方のフォーリズム（絵コンテ）

2017年
- 南鎌倉高校女子自転車部（自転車監修・絵コンテ）
- このはな綺譚（監督・絵コンテ・演出）

2019年
- マナリアフレンズ（監督・絵コンテ・演出）
- ワンパンマン（演出）
- まちカドまぞく（絵コンテ・演出）
- 彼方のアストラ（絵コンテ）
- 爆丸バトルプラネット（絵コンテ・演出）

2021年
- ましろのおと（絵コンテ）

2022年
- からかい上手の高木さん3（絵コンテ）

2023年
- HIGH CARD（絵コンテ）

2024年
- 2.5次元の誘惑（監督）
- VTuberなんだが配信切り忘れたら伝説になってた（絵コンテ）

### 劇場アニメ
- 劇場版 Fate/stay night UNLIMITED BLADE WORKS（2010年、演出）

### OVA
- 機動戦士ガンダム 第08MS小隊（1997年、制作進行）
- 旭日の艦隊（1999年、絵コンテ・演出）
- おジャ魔女どれみナ・イ・ショ（2004年、演出）
- ナナとカオル（2011年、監督）
- 猫神やおよろず（2012年、絵コンテ・演出）

### Webアニメ
- 爆丸アーマードアライアンス（2020年、助監督・絵コンテ・演出）
- 爆丸ジオガンライジング（2021年、監督・絵コンテ・演出）
- Duel Masters LOST 〜月下の死神〜（2025年、絵コンテ）